# 水谷俊博
水谷 俊博 (みずたに としひろ、1970年 ‐ ）は日本の建築家。
一級建築士。水谷俊博建築設計事務所代表。武蔵野大学工学部建築デザイン学科教授。

## 略歴
1970年　神戸市に生まれる。1995年　京都大学工学部建築学科卒業。1997年　京都大学大学院工学研究科建築学専攻修士課程修了。1997年～2005年　株式会社佐藤総合計画に勤務。2005年　水谷俊博建築設計事務所設立。
2005年～　武蔵野大学　専任講師、准教授を経て　同大学工学部建築デザイン学科教授を務める

## 主な作品
- 2020年　むさしのエコreゾート(むさしのエコリゾート)
- 2020年　INVINCIBLE-石神井台の家-
- 2018年　武蔵野文学館
- 2017年　武蔵野市クリーンセンター
- 2012年　アーツ前橋

## 受賞歴
2020年
- GOOD DESIGN AWARD 2020

2017年
- GOOD DESIGN AWARD 2017

2016年
- 第六回外壁改装作品コンテスト　入選

2015年
- 平成27年日本建築士会連合会賞　奨励賞
- 平成27年度日事連建築賞　奨励賞
- 第13回環境・設備デザイン賞　優秀賞
- 第24回BELCA賞　ベストリフォーム賞

2014年
- 渋谷駅桜丘口地区再開発計画　デザイン・アートワーク アイディアコンペティション　佳作
- トロールの森2014　入選
- GOOD DESIGN AWARD 2014 GOOD DESIGN Best100
- JCDデザインアワード2014　銀賞
- 第48回SDA賞　サインデザイン優秀賞
- 大地の芸術祭越後妻有アートトリエンナーレ2015　プロポーザルコンペティション入選
- DSA空間デザイン賞2014　空間デザイン優秀賞
- 平成25年照明普及賞
- 第4回省エネ・照明デザインアワード

## 著書
- 世界都市史事典(2019・昭和堂・共著）
- 建築家の自邸に学ぶ設計製図(2018・彰国社)
- 環境デザインの試行(2007・武蔵野大学出版・共著）
- 世界住居誌(2005・昭和堂・共著)
- 文化がみの～れ物語(2002・茨城新聞社・共著)
- 建築思潮05漂流する風景・現代建築批評(1997・学芸出版社・共著)